# 第五代羅斯伯里伯爵阿奇博爾德·普里姆羅斯
第五代羅斯伯里伯爵阿奇博爾德·菲利普·普里姆羅斯，KG，PC（英語：Archibald Philip Primrose, 5th Earl of Rosebery，1847年5月7日—1929年5月21日），英國自由黨政治家，曾任英國首相。早年頭銜為阿奇博爾德·普里姆羅斯（Archibald Primrose；1847年—1851年）和達蒙尼勳爵（Lord Dalmeny；1851年—1868年）。

## 延伸阅读
- Hansard 1803–2005: the Earl of Rosebery在國會中的貢獻
- Earl Of Rosebery 1847–1929 biography from the Liberal Democrat History Group
- More about The Earl of Roseberry on the Downing street website.
- Chisholm, Hugh (编). .  (第11版). London: Cambridge University Press. 1911.
- . 英国国家档案馆.
- 來自第五代羅斯伯里伯爵阿奇博爾德·普里姆羅斯的LibriVox公共領域有聲讀物
- 英國國家肖像館中的Archibald Philip Primrose, 5th Earl of Rosebery肖像
- 有关第五代羅斯伯里伯爵阿奇博爾德·普里姆羅斯在德国经济学中央图书馆（ZBW）20世纪新闻档案中的剪报。